# Bingham (Illinois)
Bingham es una villa situada en el condado de Fayette, Illinois, Estados Unidos. Tiene una población estimada, a mediados de 2022, de 60 habitantes.

## Geografía
La localidad está ubicada en las coordenadas 39°6′44″N 89°12′49″O / 39.11222, -89.21361. Según la Oficina del Censo de los Estados Unidos, tiene una superficie de 0.71 km², correspondientes en su totalidad a tierra firme.

## Demografía
Según el censo de 2020, en ese momento había 60 personas residiendo en la localidad. La densidad de población era de 84.51 hab./km². El 91.67% de los habitantes eran blancos, el 1.67% era amerindio y el 6.67% eran de una mezcla de razas. Del total de la población, el 3.33% eran hispanos o latinos de cualquier raza.